# لاکهید فلتبد

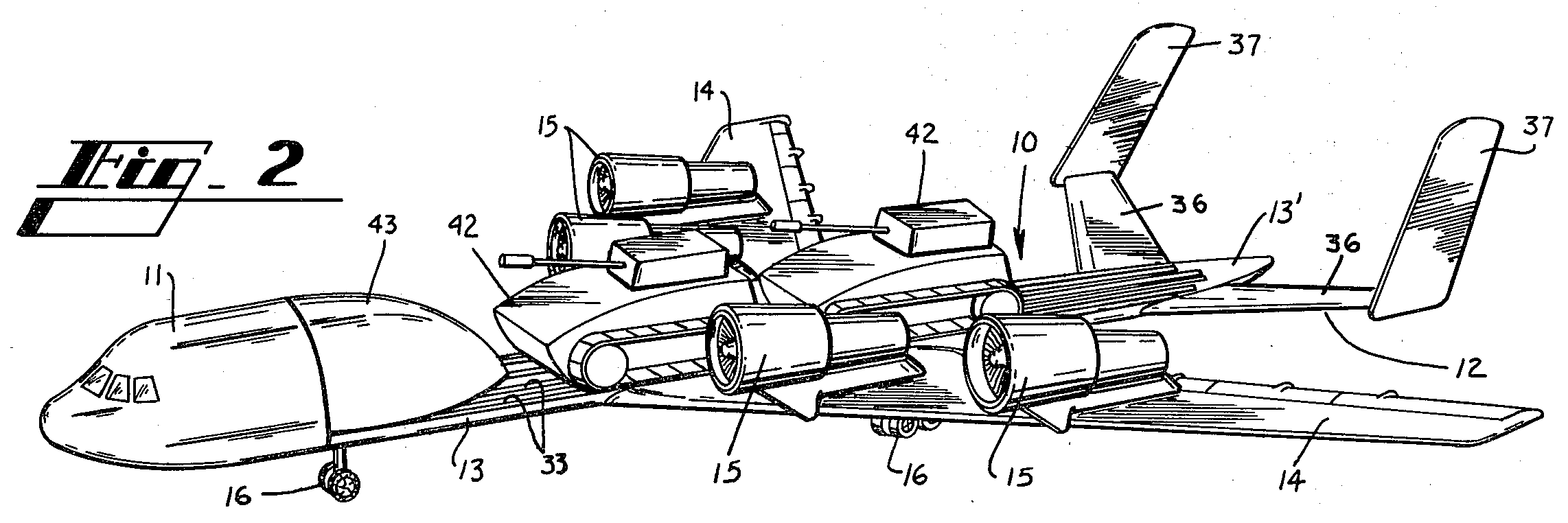
طرح لاکهید فلتبد مناسب برای جابجایی بارهای بزرگ نظامی

لاکهید فلتبد (به انگلیسی: Lockheed Flatbed) یک هواگرد ساختِ کارخانهٔ لاکهید کورپوریشن در کشور ایالات متحده آمریکا است.